# Луканов, Тодор
Тодор Станчев Луканов (болг. Тодор Станчев Луканов; 1 декабря 1874, Ловеч, Османская империя — 17 февраля 1946, Москва, СССР) — болгарский политик, деятель БРСДП и Болгарской коммунистической партии, Народный депутат Болгарии.

## Биография
Родился 1 декабря 1874 года в Ловече. Отец переселился из Болгарене в Ловеч после Крымской войны, по профессии трактирщик. В его трактире «Луканов Хан» неоднократно бывал Васил Левски. Луканов работал до 1896 года учителем в Плевне, но был уволен из-за социалистических убеждений. Юридическое образование получил в Женеве (1900), в том же году вернулся в Плевен.
Луканов основал Плевенскую организацию БРСДП и был её первым руководителем. После раскола партии на Русенском конгрессе в 1903 году примкнул к её крылу «тесных социалистов». С 1911 года — член Центральной контрольной комиссии БРСДП (тесных социалистов). Избран в 1913 году депутатом 16-го Народного собрания Болгарии.
Во время Первой мировой войны Луканов был заключен в тюрьму за агитацию против участия в Болгарии и освобождён осенью 1918 года. После преобразования БРСДП в Болгарскую коммунистическую партию был избран в ЦК БКП в 1919 году, с 1922 года был секретарём  ЦК БКП по организационным вопросам. После переворота 9 июня 1923 года не поддержал вооружённую борьбу против движения «Народное соглашение». Участвовал в Июньском восстании под руководством Асена Халачева, не поддержал Сентябрьское восстание.
После разгрома Сентябрьского восстания 1923 года бежал в СССР, где стал членом ВКП(б). Умер в Москве в 1946 году.

## Семья
Тодор Луканов был женат на Констанце (Коце) Лукановой, в девичестве Башевой, дочери адвоката Андрея Башева. В семье родилось пятеро детей: Андрей (врач), Карло (политик), Алберт (врач), Вела (экономист) и Соня (Софка).
Сын Карло Луканов — выдающийся деятель БКП, заместитель Председателя Совета министров Болгарии (1952—1954, 1956—1957) и министр иностранных дел Болгарии (1956—1962). Его сын, Андрей Луканов-младший был председателем Совета министров Болгарии (1990), заместитель Председателя Совета министров Болгарии (1976—1987) и министр внешнеэкономических связей Болгарии (1987—1989). Дочь Дочь Вела — председатель Болгарского народного банка (1955—1959).